# Olga Solari
Olga Graciela Solari Mongrío (Matagalpa, Nicaragua, 1914-Santiago, Chile, 1974) fue una pianista y escritora nicaragüense radicada en Chile, reconocida por su talento en la música y la poesía. En 1944 fue galardonada con el Premio Municipal de Literatura de Santiago en la categoría de Poesía por su libro Selva.

## Biografía
Nacida en Matagalpa, Nicaragua, en 1914, fue hija de un padre italo-chileno y una madre dominicana. Es hermana mayor de Rodolfo, Enrique, Fernando y de la bailarina clásica Malucha Solari. Estudió su educación primaria en Matagalpa y tomó clases de piano en 1928 con María Celina Bustamante de Grijalva. Su periodo de secundaria lo realizó en el Colegio Francés de Granada.
En 1934 se trasladó a Chile, donde continuó su carrera artística, aunque mantenía un fuerte vínculo con su país natal. Visitó Nicaragua en varias ocasiones y colaboró con medios de comunicación nacionales. Consideraba a Nicaragua como su primera patria.
Entre 1942 y 1943 las hermanas Solari viajan por un año desde Valparaíso a Corinto.
Durante su estancia en Chile, Solari contrajo matrimonio con Mario Celindo Peña Rovegno, un ejecutivo del Banco de Chile, con quien tuvo tres hijos: Nilda, Mario y Rodolfo. Su relación se inició en la década de 1940, cuando ambos se conocieron en el sanatorio El Peral de Puente Alto, donde se recuperaban de tuberculosis. Posteriormente, formaron una familia y criaron a sus hijos.
En Chile, Solari se desempeñó laboralmente como profesora de música en el Instituto Nacional.
Fue una destacada concertista de piano y realizó giras junto a su hermana. Su faceta literaria la llevó a ser reconocida como una de las poetisas más notables de su generación.
Su poema Mi azucena negra, publicado en la revista Centro de Managua en 1939, fue incluido en la antología Poesía nicaragüense (1948 y 1965) de María Teresa Sánchez. Publicó tres poemarios en Chile: Selva (1944), con un prólogo del escritor argentino Raúl González Tuñón; Canción para entibiar su sueño (1944); y Corazón del hombre (1949). Su obra se destacó por la intensidad de sus imágenes y su carga erótica.
En 1944 recibió el Premio Municipal de Poesía su obra poética Selva.
En 1959, la pareja se separó, y Olga asumió el cuidado de sus hijos mientras continuaba su labor como docente y artista.
Al momento de su fallecimiento en 1974, trabajaba en la publicación de su libro Donde termina el mar, cuyo prólogo fue escrito por el escritor chileno Andrés Sabella.
Tras el golpe de Estado en Chile en 1973, sus hijos Nilda Peña Solari (23 años, estudiante de Biología) y Mario Peña Solari (21 años, estudiante de Arquitectura) fueron detenidos y desaparecidos por la dictadura militar. La pérdida de sus hijos le provocó una profunda pena moral, que habría influido en su fallecimiento semanas después en Santiago de Chile.

## Estilo e influencias
Se describe la obra de Olga Solari como potencial influencia de la literatura feminista nicaragüense, y pudo ser influencia de escritoras como Gioconda Belli, Daysi Zamora y Michelle Najlis. También se ha rescatado una visión ecologista de su trabajo Selva, dónde hace una crítica a los intensos cambios en la selva nicaragüense para dar espacio a nuevos usos del suelo.

## Obra
- Selva (1944)[10]
- Canción para entibiar su sueño (1944)
- De corazón del hombre (1949)
- Donde termina el mar (1974, inédito)